# L'Amour d'un père
Pour plus de détails, voir Fiche technique et Distribution.
L'Amour d'un père (Custody) est un téléfilm américain réalisé par Nadia Tass, diffusé le 8 septembre 2007 sur Lifetime.

## Synopsis
Un jeune professeur est anéanti par la mort de son épouse. Il s'occupe d'Amanda, la fille de sa femme, qu'il a élevée avec elle comme son propre enfant.

## Fiche technique
- Titre original : Custody
- Réalisation : Nadia Tass
- Scénario : Kathy Kloves, d'après le livre de Mary S. Herczog
- Production : Howard Braunstein et Michael Jaffe (producteurs exécutifs), David Patterson (producteur)
- Sociétés de production : Jaffe/Braunstein Films, en association avec Gail Lyon Films
- Décors : Dominique Gosselin et Cody Johnson
- Montage : Michael Pacek
- Costumes : Madeleine Stewart
- Musique : Chris Hajian
- Pays d'origine :  États-Unis
- Langue originale : anglais
- Format : couleur
- Genre : drame
- Durée : 90 minutes

## Distribution
- Rob Morrow (VF : Éric Aubrahn) : David Gordon[1]
- Kay Panabaker (VF : Audrey Botbol) : Amanda[1]
- James Denton (VF : Arnaud Arbessier) : John Sullivan[1]
- Robin Brûlé (en) (VF : Nadia Battiston) : Megan
- Sergio Di Zio (VF : Dimitri Rougeul) : Eugene
- Allana Harkin (VF : Élisabeth Fargeot) : Barbara
- Gord Rand : Peyton
- Dominique Bisson (VF : Jessica Monceau) : Susan
- Paul Rainville : Ted
- Todd Duckworth : le juge Clark

 Source et légende : version française (VF) sur RS Doublage et selon le carton de doublage télévisuel.